# Skåneleden
Skåneleden ist ein Netz von Fernwanderwegen durch die schwedische Provinz Schonen (schwedisch Skåne). Er wurde 1978 offiziell ins Leben gerufen.

## Wanderungen
Der Skåneleden (led = Pfad) besteht aus fünf voneinander unabhängigen, jedoch miteinander kombinierbaren Varianten, die in 113 Tagesetappen unterschiedlicher Länge eingeteilt sind und zusammengenommen eine Länge von 1.300 Kilometern erreichen. Der Pfad ist überall mit orangefarbenen Markierungen ausgeschildert.
Für Tageswanderungen reicht einfaches Schuhwerk, bequeme Kleidung und ein Proviantpaket. Gegebenenfalls sollte man auf regenfeste Kleidung achten. Für eine längere Wanderung wird empfohlen, Essen, Schlafsack und Isomatte mitzunehmen. Wer zelten möchte, findet einige windgeschützte Stellen zur Übernachtung. Es wird erwartet, dass alle Wanderer das Allemansrätt beachten und schonend mit Umwelt und Natur umgehen.

## Abschnitte
Die Varianten des Skåneleden sind:
- Der Kust till kustleden erstreckt sich über 370 Kilometer von Sölvesborg im Osten bis nach Örlid bei Ängelholm im Westen. Er verbindet dabei die Ost- (hier hat man Anschluss an den Blekingeleden) mit der Westküste (wobei man zuletzt die Halbinsel Bjärehalvön umrundet) und verläuft im Norden von Schonen.
- Der Nord till sydleden erstreckt sich über insgesamt 325 km vom Lagerplatz Hårsjö im Norden bis Malmö, Trelleborg oder Ystad im Süden durch Zentralschonen. Von einer Alternativroute durch das Naherholungsgebiet Skrylle führt ein Abstecher in den Dalby Söderskog, einen der kleinsten und ältesten Nationalparks in Schwedens.
- Der Ås till åsleden verläuft von Åstorp nach Agusa. Diese 162 Kilometer lange Route des Skåneleden, der die Provinz von Nordwesten nach Südosten durchquert, führt unter anderem durch den Nationalpark Söderåsen.
- Der Österlenleden beginnt und endet in Ystad. Er führt in einer 188 Kilometer langen Runde durch die Region Österlen im Osten von Schonen. Zwischen Simrishamn und Kivik passiert man den Nationalpark Stenshuvud.
- Der Öresundsleden verläuft auf 172 Kilometern entlang des Öresunds im Westen von Schonen. Er beginnt im Norden in Utvälinge und schließt in Malmö an den Kust till kustleden an. Außerdem ist ein Rundweg auf der Insel Ven markiert.
- Der Abschnitt Vattenriket verläuft derzeit zwischen Kristianstad und Yngsjö. Er soll bis 2023 auf eine Länge von 150 km ausgebaut werden und von Bökestad an der Grenze zu Blekinge nach Drakamöllan verlaufen, wo er auf den Österlenleden trifft.

Diese sechs Varianten werden durch diverse Alternativrouten und Verbindungswege ergänzt, so dass die einzelnen Varianten auch miteinander ergänzt werden können. Durch die relativ dichte Besiedlung Schonens und die damit einhergehende Straßendichte, teilweise mit Anschluss an das öffentliche Busnetz, können auch jederzeit kürzere Teilstücke der einzelnen Varianten gewandert werden.
Der Nord till sydleden verläuft in der Variante, die in Ystad endet, auf den letzten 24 Kilometern identisch mit dem Österlenleden.